# Урочище Суничник
Уро́чище Суни́чник — ботанічний заказник загальнодержавного значення в Україні. Розташований у межах Маневицький району Волинської області, на північний схід від села Світле. 
Площа 99 га. Створений згідно з Указом Президента України від 10 грудня 1994 року, № 750/94. Перебуває у віданні ДП «Городоцьке ЛГ» Борове лісництво, кв. 21, вид. 17–22, 24–26; кв. 32, вид. 1–11, 13–15, 17, 18, 39. 
Під охороною — соснові насадження віком понад 70 років. Поширені великі популяції вовчих ягід пахучих — виду, занесеного до Червоної книги України.